# Espai discret de dos punts
En topologia, una branca de les matemàtiques, un espai discret de dos punts és l'exemple més simple d'un espai discret totalment disconnex. Es poden denotar els dos punts com 0 i 1.

## Propietats
Qualsevol espai disconnex té una funció contínua exhaustiva que té com a codomini l'espai discret de dos punts. Per contra, si existeix una funció contínua d'un espai topològic a l'espai discret de dos punts, l'espai és disconnex.